# Thecla spinctorum
Thecla spinctorum är en fjärilsart som beskrevs av Jean Baptiste Boisduval. Thecla spinctorum ingår i släktet Thecla och familjen juvelvingar. Inga underarter finns listade i Catalogue of Life.